# Maasstad Ziekenhuis
Het Maasstad Ziekenhuis is de huidige naam van de gefuseerde ziekenhuizen Zuiderziekenhuis en Sint Clara Ziekenhuis in Rotterdam-Zuid. Op 1 januari 2000 zijn de twee ziekenhuizen eerst gefuseerd tot Medisch Centrum Rijnmond-Zuid (MCRZ). Op 1 september 2008 is de naam gewijzigd in het huidige Maasstad Ziekenhuis. Het Maasstad Ziekenhuis is sinds 17 mei 2011 gehuisvest nabij station Lombardijen. De raad van bestuur bestaat sinds 1 januari 2023 uit Wietske Vrijland (voorzitter) en Sander Dekker.

## De organisatie
Het Maasstad Ziekenhuis is een topklinisch opleidingsziekenhuis met circa 600 bedden in Rotterdam-Zuid en maakt deel uit van Santeon. Jaarlijks bezoeken 500.000 patiënten de poliklinieken. Er werken zo’n 3.500 mensen bij het Maasstad Ziekenhuis.
Het ziekenhuis biedt een breed pakket aan medische zorg, met vrijwel elk basisspecialisme en een aantal topklinische en bijzondere functies voor complexe zorg. Het ziekenhuis heeft daarmee een belangrijke acute zorgfunctie in de regio. Zo is er onder andere een van de drie Nederlandse brandwondencentra gevestigd, beschikt het ziekenhuis over een Level III Intensive Care (hoogste niveau) en een hartcentrum. Verder heeft het een dialysecentrum, een oncologisch centrum, een robot expertisecentrum (operaties met behulp van ‘da Vinci robot’), een vaatcentrum, een centrum bariatrie (voor patiënten met ernstig overgewicht), een revalidatiecentrum en een reumatologisch centrum. Als een van  de weinige algemene ziekenhuizen biedt het Maasstad Ziekenhuis patiënten perinatologische zorg (medische zorg voor moeder en kind in de periode voor en direct na de geboorte) en IVF-behandelingen (vruchtbaarheidskliniek).

## Samenwerking in de regio
Samen met Het Van-Weel Bethesda Ziekenhuis en het Ikazia ziekenhuis vormt het Maasstad Ziekenhuis de Coöperatie Zorg op Zuid. Het Van-Weel Bethesda Ziekenhuis en het Maasstad Ziekenhuis zijn samen eigenaar van het Spijkenisse Medisch Centrum. De vier zelfstandige ziekenhuizen binnen de Coöperatie Zorg op Zuid zijn de eerste in Nederland die zijn overgestapt naar één gezamenlijk elektronisch patiëntendossier (EPD). Daarnaast werkt het Maasstad Ziekenhuis onder andere samen met andere Rotterdamse ziekenhuizen binnen de Havenpolikliniek (het voormalige Havenziekenhuis) en op het gebied van arbeidsmarkt binnen deRotterdamseZorg.

## Anser prostaatnetwerk – regionale samenwerking
Het Anser prostaatnetwerk is een samenwerkingsverband van zeven ziekenhuizen in de regio West-Nederland. Binnen het netwerk wordt alle kennis gedeeld én wordt gezamenlijk wetenschappelijk onderzoek verricht op het gebied van prostaatzorg. Voor onderzoek, diagnose en nazorg kunnen patiënten terecht in een van deze zeven ziekenhuizen bij hen in de buurt. Als een operatie nodig is, wordt de patiënt (mogelijk) verwezen naar de gespecialiseerde Anser prostaatoperatiekliniek in het Maasstad Ziekenhuis in Rotterdam. In deze kliniek werken de meest ervaren operateurs vanuit de zeven ziekenhuizen samen.
In de Anser prostaatoperatiekliniek opereren de specialisten met behulp van de ‘da Vinci robot’. Daardoor kunnen zij zeer nauwkeurig werken en blijven er geen grote littekens achter in de buik. Door deze manier van opereren, de samenwerking tussen de artsen en het vergelijken van zorguitkomsten, heeft de patiënt minder kans op bijwerkingen na de operatie, zoals urineverlies of erectieverlies. Hierdoor herstelt de patiënt sneller.

## Lid Santeon groep – landelijke samenwerking
Sinds 2 juni 2017 is het ziekenhuis volwaardig lid van de Santeon groep. Naast het Maasstad Ziekenhuis zijn het OLVG (Amsterdam), het Martini Ziekenhuis (Groningen), het Medisch Spectrum Twente (Enschede en Oldenzaal), het Catharina Ziekenhuis (Eindhoven), het Canisius-Wilhelmina Ziekenhuis (Nijmegen) en het St. Antonius Ziekenhuis (Nieuwegein) lid van Santeon. Deze zeven, alle topklinische, ziekenhuizen liggen verspreid over heel Nederland en hebben als doel intensief samen te werken om de patiëntenzorg te verbeteren en voorop te lopen bij nieuwe ontwikkelingen.
Santeon vindt dat de kwaliteit van de ziekenhuizen in Nederland veel beter kan. Hoewel de kwaliteit van onze zorg – in vergelijking met andere landen – relatief hoog is, is er op veel aspecten verbetering mogelijk en nodig. Santeon (voorheen Vereniging Samenwerkende Ziekenhuizen) is in 2007 opgericht om open samenwerking tussen de zeven Santeon ziekenhuizen te stimuleren, met als doel de medische zorg te verbeteren door continue vernieuwing.
De Santeon ziekenhuizen werken open met elkaar samen, waarbij zij gebruikmaken van de Value Based Health Care (VBHC) methode. Deze is gericht op het maximaliseren van de waarde van zorg voor de patiënt en het reduceren van de zorgkosten. Binnen Santeon is een VBHC-model ontwikkeld waarin artsen en behandelteams van de zeven ziekenhuizen structureel samen leren, verbeteren en verbeterpunten implementeren in de eigen ziekenhuizen. Door de VBHC manier van werken in te richten en te faciliteren, kunnen de Santeon ziekenhuizen sneller en beter verbeteren, iets wat de patiënt en de zorg regionaal en landelijk ten goede komt.

## Topklinisch opleidingsziekenhuis
Het Maasstad Ziekenhuis is lid van de Samenwerkende Topklinische opleidingsZiekenhuizen (STZ) en vindt het belangrijk om zich als opleidingsziekenhuis te onderscheiden in de regio. Het heeft de ambitie om uit te groeien tot een toonaangevend ziekenhuis. Daarbij zijn het optimaliseren van de patiëntenzorg door middel van kwaliteit en veiligheid en opleiden twee belangrijke pijlers.

## Internationaal erkende kwaliteit en veiligheid
In juni 2015 heeft het Maasstad Ziekenhuis – als eerste algemeen ziekenhuis in Nederland – in één keer het prestigieuze internationale kwaliteitskeurmerk JCI behaald. Wereldwijd lukt dit minder dan 5% van de ziekenhuizen. JCI benadert het onderwerp kwaliteit en veiligheid écht vanuit de patiënt. Dit betekent dat artsen en verpleegkundigen – bij elke stap in de zorgverlening – controleren of de zorgkwaliteit en patiëntveiligheid op orde is.
Naast het JCI-keurmerk heeft het Maasstad Ziekenhuis meerdere andere (nationale) kwaliteitskeurmerken en certificaten.

## Zorgboulevard
Het Maasstad Ziekenhuis en de ‘Medimall’ vormen samen Zorgboulevard Rotterdam. Dit houdt dat het ziekenhuis is omgeven met tal van extra voorzieningen voor de patiënt, die direct of indirect verband houden met de activiteiten van het ziekenhuis: een zorghotel, psychiatrisch centrum, revalidatiecentra, huisartsenpost en een kraamzorghotel. Zorgboulevard Rotterdam heeft een bruto vloeroppervlak van 132.000 vierkante meter, waarvan er 84.000 bestemd zijn voor het Maasstad Ziekenhuis.

## Uitbraak klebsiellabacterie in 2010/2011
In 2011 kwam het ziekenhuis negatief in het nieuws vanwege een daar heersende resistente ziekenhuisbacterie, Klebsiella pneumoniae. De Inspectie voor de Gezondheidszorg stelde het ziekenhuis op 21 juli 2011 per direct voor 2 maanden onder verscherpt toezicht. Peter Weeda volgde als interim-bestuurder directeur Paul Smits op, die zelf ontslag had genomen. Over zijn ontslagvergoeding van 236.000 euro ontstond veel politieke en maatschappelijke beroering. Op 2 november 2011 noemde de IGZ in haar rapport de omvang, duur en ernst van de uitbraak vermijdbaar. Per 1 januari 2012 werd Anton Westerlaken voorzitter van de raad van bestuur (RvB) van het Maasstad Ziekenhuis. Op 25 januari 2012 besloot de IGZ de verantwoordelijke microbiologen voor de medische tuchtrechter te dagen. Drie microbiologen van het ziekenhuis kregen bij de tuchtrechter in mei 2013 een berisping.
Op 13 september 2011 stelde de raad van toezicht van het ziekenhuis een onafhankelijke commissie onder leiding van professor Wolter Lemstra in, die de uitbraak van de klebsiellabacterie moest onderzoeken. Op 29 maart 2012 maakte de commissie-Lemstra haar conclusies openbaar. Het Maasstad Ziekenhuis heeft volgens de commissie collectief gefaald rond de uitbraak van de multiresistente klebsiellabacterie in 2010 en 2011. "Van meet af aan is op cruciale momenten verzuimd de juiste acties te ondernemen om de uitbraak in te dammen", schrijft de commissie in het rapport ‘Oog voor het onzichtbare’.
Drie mensen zijn zeer waarschijnlijk overleden aan een infectie veroorzaakt door de bacterie, die voor vrijwel alle antibiotica ongevoelig is. Bij tien sterfgevallen valt niet uit te sluiten dat de bacterie de doodsoorzaak was. De commissie doet in haar rapport een reeks aanbevelingen.

## Dodelijk steekincident op 15 maart 2019
Op vrijdagavond 15 maart 2019 vond er een steekincident plaats in het Maasstad Ziekenhuis waarbij een 8-jarig meisje om het leven werd gebracht door haar vader (41). De verdachte was met zijn dochter naar het ziekenhuis gereden, maar ging vervolgens zonder zijn dochter weg. Hierop sloeg het crisisteam Jeugdbescherming Rotterdam-Rijnmond alarm bij de politie, omdat het zich ernstig zorgen maakte om het welzijn van het meisje. Omstreeks 21.30 uur keerde de vader terug naar het ziekenhuis en meldde dat zijn dochtertje op de afdeling Radiologie lag. Agenten vonden het zwaargewonde meisje, waarop reanimatie en een spoedoperatie gestart werd, deze mochten echter niet meer baten. 
In een officiële reactie liet het ziekenhuis weten dat het 8-jarige meisje geen patiënt was in het ziekenhuis. 
Jeugdzorg heeft in een reactie laten weten dat het gezin niet bekend was bij de instanties.